# محمدهمایون اعتمادی
محمد همایون اعتمادی (درگذشته ۱۳۸۶) از نقاشان برجستهٔ افغانستان و استاد دانشکده هنرهای زیبای دانشگاه کابل بود.
او را در کنار عبدالغفور برشنا، خیرمحمد خان یاری، غلام محمد میمنگی و غوث الدین خان از نقاشان بزرگ قرن بیستم افغانستان دانسته‌اند. 